# Sirarou
Sirarou est l'un des cinq arrondissements de la commune de N'Dali dans le département du Borgou au Bénin.

## Géographie
L'arrondissement de Sirarou est situé au nord-est du Bénin et compte 3 villages que sont Boko, Komiguea, et Sirarou.

## Démographie
Selon le recensement de la population de 2013 conduit par l'Institut national de la statistique et de l'analyse économique (INSAE), Sirarou compte 28365 habitants  .